# Kreuzprodukt

Kreuzprodukt

Das Kreuzprodukt, auch Vektorprodukt, vektorielles Produkt oder äußeres Produkt, ist eine Verknüpfung im dreidimensionalen euklidischen Vektorraum, die zwei Vektoren wieder einen Vektor zuordnet. Um es von anderen Produkten, insbesondere vom Skalarprodukt, zu unterscheiden, wird es im deutsch- und englischsprachigen Raum mit einem Malkreuz {\displaystyle \times } als Multiplikationszeichen geschrieben (vgl. Abschnitt Schreibweisen). Die Bezeichnungen Kreuzprodukt und Vektorprodukt gehen auf den Physiker Josiah Willard Gibbs zurück; die Bezeichnung äußeres Produkt wurde von Hermann Graßmann geprägt.
Das Kreuzprodukt der Vektoren {\displaystyle {\vec {a}}} und {\displaystyle {\vec {b}}} ist ein Vektor, der senkrecht auf der von den beiden Vektoren aufgespannten Ebene steht und mit ihnen ein Rechtssystem bildet. Seine Länge entspricht dem Flächeninhalt des Parallelogramms, das von den Vektoren {\displaystyle {\vec {a}}} und {\displaystyle {\vec {b}}} aufgespannt wird.
In der Physik tritt das Kreuzprodukt an vielen Stellen auf, zum Beispiel im Elektromagnetismus bei der Berechnung der Lorentzkraft oder des Poynting-Vektors. In der klassischen Mechanik wird es bei Drehgrößen wie dem Drehmoment und dem Drehimpuls oder bei Scheinkräften wie der Corioliskraft benutzt.

## Schreibweisen
Je nach Land sind für das Vektorprodukt zum Teil unterschiedliche Schreibweisen gebräuchlich. Im englisch- und deutschsprachigen Raum wird für das Vektorprodukt zweier Vektoren {\displaystyle {\vec {a}}} und {\displaystyle {\vec {b}}} für gewöhnlich die Schreibweise {\displaystyle {\vec {a}}\times {\vec {b}}} verwendet, in Frankreich und Italien wird dagegen die Schreibweise {\displaystyle {\vec {a}}\wedge {\vec {b}}} bevorzugt. In Russland wird das Vektorprodukt oft als {\displaystyle [{\vec {a}}\ {\vec {b}}]} oder {\displaystyle [{\vec {a}},{\vec {b}}]} notiert.
Die Schreibweise {\displaystyle {\vec {a}}\wedge {\vec {b}}} und die Bezeichnung äußeres Produkt werden nicht nur für das Vektorprodukt verwendet, sondern auch für die Verknüpfung, die zwei Vektoren einen sogenannten Bivektor zuordnet, siehe Graßmann-Algebra.

## Geometrische Definition

Rechte-Hand-Regel

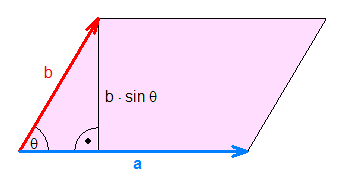
Flächeninhalt des von zwei Vektoren aufgespannten Parallelogramms

Abhängigkeit des Kreuzproduktes und seines Betrags vom Winkel

Das Kreuzprodukt {\displaystyle {\vec {a}}\times {\vec {b}}} von zwei Vektoren {\displaystyle {\vec {a}}} und {\displaystyle {\vec {b}}} im dreidimensionalen Anschauungsraum ist ein Vektor mit folgenden drei Eigenschaften:
- Der Vektor {\displaystyle {\vec {a}}\times {\vec {b}}} ist sowohl zu {\displaystyle {\vec {a}}} als auch zu {\displaystyle {\vec {b}}} orthogonal, und damit orthogonal zu der von {\displaystyle {\vec {a}}} und {\displaystyle {\vec {b}}} aufgespannten Ebene.

- Er ist so orientiert, dass {\displaystyle {\vec {a}},{\vec {b}}} und {\displaystyle {\vec {a}}\times {\vec {b}}} in dieser Reihenfolge ein Rechtssystem bilden. Mathematisch heißt das, dass die drei Vektoren {\displaystyle {\vec {a}},{\vec {b}}} und {\displaystyle {\vec {a}}\times {\vec {b}}} gleich orientiert sind wie die Vektoren {\displaystyle {\vec {e}}_{1}}, {\displaystyle {\vec {e}}_{2}} und {\displaystyle {\vec {e}}_{3}} der Standardbasis. Im physikalischen Raum bedeutet es, dass sie sich wie Daumen, Zeigefinger und abgespreizter Mittelfinger der rechten Hand verhalten (Rechte-Hand-Regel).

- Der Betrag von {\displaystyle {\vec {a}}\times {\vec {b}}} gibt den Flächeninhalt des von {\displaystyle {\vec {a}}} und {\displaystyle {\vec {b}}} aufgespannten Parallelogramms an. Für {\displaystyle {\vec {a}},{\vec {b}}\neq {\vec {0}}} lässt sich diese Eigenschaft mithilfe der Formel
{\displaystyle |{\vec {a}}\times {\vec {b}}|=|{\vec {a}}|\,|{\vec {b}}|\,\sin \theta },

ausdrücken, wobei {\displaystyle |{\vec {a}}|} und {\displaystyle |{\vec {b}}|} die Längen der Vektoren {\displaystyle {\vec {a}}} und {\displaystyle {\vec {b}}} sind und {\displaystyle \sin \theta \,} der Sinus des eingeschlossenen Winkels {\displaystyle \theta =\sphericalangle ({\vec {a}},{\vec {b}})} ist.
Die drei Eigenschaften des Kreuzprodukts lassen sich in einer Formel zusammenfassen:
{\displaystyle {\vec {a}}\times {\vec {b}}={\begin{cases}\displaystyle |{\vec {a}}||{\vec {b}}|\sin \theta \,{\vec {n}},&{\text{falls }}{\vec {a}},{\vec {b}}\neq {\vec {0}},\\{\vec {0}}&{\text{sonst,}}\end{cases}}}
wobei der Vektor {\displaystyle {\vec {n}}} derjenige zu {\displaystyle {\vec {a}}} und {\displaystyle {\vec {b}}} senkrechte Einheitsvektor ist, der diese zu einem Rechtssystem ergänzt.

## Darstellung in kartesischen Koordinaten
In einem rechtshändigen kartesischen Koordinatensystem bzw. im reellen Koordinatenraum {\displaystyle \mathbb {R} ^{3}} mit der Standardorientierung lassen sich die Koordinaten des Kreuzprodukts direkt aus den Koordinaten der beteiligten Vektoren berechnen. Ist {\displaystyle {\vec {a}}=(a_{1},a_{2},a_{3})^{T}} und {\displaystyle {\vec {b}}=(b_{1},b_{2},b_{3})^{T}}, so gilt
{\displaystyle {\vec {a}}\times {\vec {b}}={\begin{pmatrix}a_{1}\\a_{2}\\a_{3}\end{pmatrix}}\times {\begin{pmatrix}b_{1}\\b_{2}\\b_{3}\end{pmatrix}}={\begin{pmatrix}a_{2}b_{3}-a_{3}b_{2}\\a_{3}b_{1}-a_{1}b_{3}\\a_{1}b_{2}-a_{2}b_{1}\end{pmatrix}}\,.}
Diese Formel für die kartesischen Koordinaten des Kreuzprodukts wird auch zur Definition des Kreuzprodukts verwendet.
Ein Zahlenbeispiel:
{\displaystyle {\begin{pmatrix}1\\2\\3\end{pmatrix}}\times {\begin{pmatrix}-7\\8\\9\end{pmatrix}}={\begin{pmatrix}2\cdot 9-3\cdot 8\\3\cdot (-7)-1\cdot 9\\1\cdot 8-2\cdot (-7)\end{pmatrix}}={\begin{pmatrix}-6\\-30\\22\end{pmatrix}}\,.}
Eine Merkregel für diese Formel beruht auf einer symbolischen Darstellung über die Determinante. Dabei notiert man eine {\displaystyle (3\times 3)}-Matrix, in deren erster Spalte die Symbole {\displaystyle {\vec {e}}_{1}}, {\displaystyle {\vec {e}}_{2}} und {\displaystyle {\vec {e}}_{3}} für die Standardbasis stehen. Die zweite Spalte wird von den Komponenten des Vektors {\displaystyle {\vec {a}}} und die dritte von denen des Vektors {\displaystyle {\vec {b}}} gebildet. Diese Determinante berechnet man nach den üblichen Regeln, zum Beispiel indem man sie nach der ersten Spalte entwickelt
{\displaystyle {\begin{aligned}{\vec {a}}\times {\vec {b}}&=\det {\begin{pmatrix}{\vec {e}}_{1}&a_{1}&b_{1}\\{\vec {e}}_{2}&a_{2}&b_{2}\\{\vec {e}}_{3}&a_{3}&b_{3}\end{pmatrix}}\\&={\vec {e}}_{1}{\begin{vmatrix}a_{2}&b_{2}\\a_{3}&b_{3}\end{vmatrix}}-{\vec {e}}_{2}{\begin{vmatrix}a_{1}&b_{1}\\a_{3}&b_{3}\end{vmatrix}}+{\vec {e}}_{3}{\begin{vmatrix}a_{1}&b_{1}\\a_{2}&b_{2}\end{vmatrix}}\\&=(a_{2}\,b_{3}-a_{3}\,b_{2})\,{\vec {e}}_{1}+(a_{3}\,b_{1}-a_{1}\,b_{3})\,{\vec {e}}_{2}+(a_{1}\,b_{2}-\,a_{2}\,b_{1})\,{\vec {e}}_{3}\,,\end{aligned}}}
oder mit Hilfe der Regel von Sarrus:
{\displaystyle {\begin{aligned}{\vec {a}}\times {\vec {b}}&=\det {\begin{pmatrix}{\vec {e}}_{1}&a_{1}&b_{1}\\{\vec {e}}_{2}&a_{2}&b_{2}\\{\vec {e}}_{3}&a_{3}&b_{3}\end{pmatrix}}\\&={\vec {e}}_{1}\,a_{2}\,b_{3}+a_{1}\,b_{2}\,{\vec {e}}_{3}+b_{1}\,{\vec {e}}_{2}\,a_{3}\\&\quad -{\vec {e}}_{3}\,a_{2}\,b_{1}-a_{3}\,b_{2}\,{\vec {e}}_{1}-b_{3}\,{\vec {e}}_{2}\,a_{1}\\&=(a_{2}\,b_{3}-a_{3}\,b_{2})\,{\vec {e}}_{1}+(a_{3}\,b_{1}-a_{1}\,b_{3})\,{\vec {e}}_{2}+(a_{1}\,b_{2}-\,a_{2}\,b_{1})\,{\vec {e}}_{3}\,.\end{aligned}}}
Mit dem Levi-Civita-Symbol {\displaystyle \varepsilon _{ijk}} schreibt sich das Kreuzprodukt als
{\displaystyle {\vec {a}}\times {\vec {b}}=\sum _{i,j,k=1}^{3}\varepsilon _{ijk}a_{i}b_{j}{\vec {e}}_{k}\,.}

### Herleitung der Koordinatendarstellung
Führt man im euklidischen Raum ein rechtshändiges kartesisches Koordinatensystem mit den Basiseinheitsvektoren {\displaystyle {\vec {e}}_{1},{\vec {e}}_{2},{\vec {e}}_{3}} ein, so erhält man direkt aus der geometrischen Definition und der Antikommutativität
{\displaystyle {\begin{array}{lll}{\vec {e}}_{1}\times {\vec {e}}_{1}={\vec {0}},&{\vec {e}}_{1}\times {\vec {e}}_{2}={\vec {e}}_{3},&{\vec {e}}_{1}\times {\vec {e}}_{3}=-{\vec {e}}_{2},\\{\vec {e}}_{2}\times {\vec {e}}_{1}=-{\vec {e}}_{3},&{\vec {e}}_{2}\times {\vec {e}}_{2}={\vec {0}},&{\vec {e}}_{2}\times {\vec {e}}_{3}={\vec {e}}_{1},\\{\vec {e}}_{3}\times {\vec {e}}_{1}={\vec {e}}_{2},&{\vec {e}}_{3}\times {\vec {e}}_{2}=-{\vec {e}}_{1},&{\vec {e}}_{3}\times {\vec {e}}_{3}={\vec {0}}.\\\end{array}}}
Drückt man zwei Vektoren {\displaystyle {\vec {a}},{\vec {b}}} mithilfe der Basiseinheitsvektoren aus, so liest sich deren Kreuzprodukt als
{\displaystyle {\vec {a}}\times {\vec {b}}=\left(a_{1}{\vec {e}}_{1}+a_{2}{\vec {e}}_{2}+a_{3}{\vec {e}}_{3}\right)\times \left(b_{1}{\vec {e}}_{1}+b_{2}{\vec {e}}_{2}+b_{3}{\vec {e}}_{3}\right).}
Unter Vorwegnahme der Bilinearität des Kreuzprodukts (siehe Eigenschaften) lässt sich die rechte Seite ausmultiplizieren:
{\displaystyle {\vec {a}}\times {\vec {b}}=a_{1}b_{1}\left({\vec {e}}_{1}\times {\vec {e}}_{1}\right)+a_{1}b_{2}\left({\vec {e}}_{1}\times {\vec {e}}_{2}\right)+a_{1}b_{3}\left({\vec {e}}_{1}\times {\vec {e}}_{3}\right)+a_{2}b_{1}\left({\vec {e}}_{2}\times {\vec {e}}_{1}\right)+a_{2}b_{2}\left({\vec {e}}_{2}\times {\vec {e}}_{2}\right)+a_{2}b_{3}\left({\vec {e}}_{2}\times {\vec {e}}_{3}\right)+a_{3}b_{1}\left({\vec {e}}_{3}\times {\vec {e}}_{1}\right)+a_{3}b_{2}\left({\vec {e}}_{3}\times {\vec {e}}_{2}\right)+a_{3}b_{3}\left({\vec {e}}_{3}\times {\vec {e}}_{3}\right).}
Einsetzen der obigen Kreuzprodukte liefert
{\displaystyle {\vec {a}}\times {\vec {b}}=a_{1}b_{2}{\vec {e}}_{3}+a_{1}b_{3}\left(-{\vec {e}}_{2}\right)+a_{2}b_{1}\left(-{\vec {e}}_{3}\right)+a_{2}b_{3}{\vec {e}}_{1}+a_{3}b_{1}{\vec {e}}_{2}+a_{3}b_{2}\left(-{\vec {e}}_{1}\right).}
Durch Zusammenfassung gleicher Terme erhält man hieraus
{\displaystyle {\vec {a}}\times {\vec {b}}=(a_{2}b_{3}-a_{3}b_{2})\,{\vec {e}}_{1}+(a_{3}b_{1}-a_{1}b_{3})\,{\vec {e}}_{2}+(a_{1}b_{2}-a_{2}b_{1})\,{\vec {e}}_{3}.}

## Eigenschaften

Antikommutativität in einem Rechtssystem

Aus der geometrischen Definition ergibt sich für alle Vektoren {\displaystyle {\vec {a}},{\vec {b}}} und alle reellen Zahlen {\displaystyle \alpha ,\beta } direkt:
- {\displaystyle {\vec {a}}\times {\vec {a}}={\vec {0}}} (alternierend)
- {\displaystyle {\vec {a}}\times {\vec {0}}={\vec {0}}\times {\vec {a}}={\vec {0}}}.

- {\displaystyle {\vec {a}}\times {\vec {b}}=-\,{\vec {b}}\times {\vec {a}}} (Antikommutativität).
- {\displaystyle {\vec {a}}\times {\vec {b}}={\vec {0}}\iff {\vec {a}},{\vec {b}}} sind linear abhängig.
- {\displaystyle |{\vec {a}}\times {\vec {b}}|\leq |{\vec {a}}||{\vec {b}}|} und {\displaystyle |{\vec {a}}\times {\vec {b}}|=|{\vec {a}}||{\vec {b}}|\iff {\vec {a}}\perp {\vec {b}}}

Das Kreuzprodukt hat folgende Eigenschaften, die man von einer Multiplikation erwartet:
1. Es ist homogen in jedem Argument (gemischtes Assoziativgesetz):
{\displaystyle {\vec {a}}\times (\beta \,{\vec {b}})=\beta \,({\vec {a}}\times {\vec {b}})=(\beta \,{\vec {a}})\times {\vec {b}}}.
2. Es ist additiv in jedem Argument (gemischte Distributivgesetze):
{\displaystyle {\vec {a}}\times ({\vec {b}}+{\vec {c}})={\vec {a}}\times {\vec {b}}+{\vec {a}}\times {\vec {c}}},
{\displaystyle ({\vec {a}}+{\vec {b}})\times {\vec {c}}={\vec {a}}\times {\vec {c}}+{\vec {b}}\times {\vec {c}}}.

Die Eigenschaften 2 und 3 fasst man auch zusammen: Das Kreuzprodukt ist bilinear. Da es auch alternierend ist, handelt es sich beim Kreuzprodukt somit um eine alternierende Bilinearform.

### Jacobi-Identität
Das Kreuzprodukt ist nicht assoziativ. Stattdessen gilt die Jacobi-Identität, das heißt die zyklische Summe wiederholter Kreuzprodukte verschwindet:
{\displaystyle {\vec {a}}\times ({\vec {b}}\times {\vec {c}})+{\vec {b}}\times ({\vec {c}}\times {\vec {a}})+{\vec {c}}\times ({\vec {a}}\times {\vec {b}})={\vec {0}}}
Aufgrund dieser Eigenschaft und den zuvor genannten bildet der {\displaystyle \mathbb {R} ^{3}} zusammen mit dem Kreuzprodukt eine Lie-Algebra.

### Beziehung zur Determinante
Für jeden Vektor {\displaystyle {\vec {v}}} gilt
{\displaystyle {\vec {v}}\cdot ({\vec {a}}\times {\vec {b}})=\operatorname {det} ({\vec {v}},{\vec {a}},{\vec {b}})}.
Dabei bezeichnet der Malpunkt das Skalarprodukt. Durch diese Bedingung ist das Kreuzprodukt eindeutig bestimmt:
Für jeden Vektor {\displaystyle {\vec {v}}} gilt:
Sind zwei Vektoren {\displaystyle {\vec {a}}} und {\displaystyle {\vec {b}}} gegeben, so gibt es genau einen Vektor {\displaystyle {\vec {c}}}, so dass {\displaystyle {\vec {v}}\cdot {\vec {c}}=\operatorname {det} ({\vec {v}},{\vec {a}},{\vec {b}})} für alle Vektoren {\displaystyle {\vec {v}}} gilt. Dieser Vektor {\displaystyle {\vec {c}}} ist {\displaystyle {\vec {a}}\times {\vec {b}}}.

### Graßmann-Identität
Für das wiederholte Kreuzprodukt von drei Vektoren (auch doppeltes Vektorprodukt genannt) gilt die Graßmann-Identität (auch Graßmannscher Entwicklungssatz, nach Hermann Graßmann). Diese lautet:
{\displaystyle {\vec {a}}\times ({\vec {b}}\times {\vec {c}})=({\vec {a}}\cdot {\vec {c}})\,{\vec {b}}-({\vec {a}}\cdot {\vec {b}})\,{\vec {c}}}
bzw.
{\displaystyle ({\vec {a}}\times {\vec {b}})\times {\vec {c}}=({\vec {a}}\cdot {\vec {c}})\,{\vec {b}}\ -({\vec {b}}\cdot {\vec {c}})\,{\vec {a}},}
wobei die Malpunkte das Skalarprodukt bezeichnen.
In der Physik wird oft die Schreibweise
{\displaystyle {\vec {a}}\times ({\vec {b}}\times {\vec {c}})={\vec {b}}\,({\vec {a}}\cdot {\vec {c}})-{\vec {c}}\,({\vec {a}}\cdot {\vec {b}})\,,}
verwendet. Nach dieser Darstellung wird die Formel auch BAC-CAB-Formel genannt.
In Indexschreibweise lautet die Graßmann-Identität
{\displaystyle \sum _{k=1}^{3}\varepsilon _{ijk}\varepsilon _{klm}=\delta _{il}\delta _{jm}-\delta _{im}\delta _{jl}}.
Hierbei ist {\displaystyle \varepsilon _{ijk}} das Levi-Civita-Symbol und {\displaystyle \delta _{ij}} das Kronecker-Delta.

### Lagrange-Identität
Für das Skalarprodukt von zwei Kreuzprodukten gilt die Lagrange-Identität
{\displaystyle ({\vec {a}}\times {\vec {b}})\cdot ({\vec {c}}\times {\vec {d}})=({\vec {a}}\cdot {\vec {c}})({\vec {b}}\cdot {\vec {d}})-({\vec {b}}\cdot {\vec {c}})({\vec {a}}\cdot {\vec {d}})}.
Insbesondere gilt
{\displaystyle ({\vec {a}}\times {\vec {b}})\cdot ({\vec {a}}\times {\vec {b}})=|{\vec {a}}|^{2}|{\vec {b}}|^{2}-({\vec {a}}\cdot {\vec {b}})^{2}}.

### Kreuzprodukt aus zwei Kreuzprodukten
{\displaystyle {\begin{aligned}({\vec {a}}\times {\vec {b}})\times ({\vec {c}}\times {\vec {d}})&={\vec {b}}\cdot \det({\vec {a}},{\vec {c}},{\vec {d}})-{\vec {a}}\cdot \det({\vec {b}},{\vec {c}},{\vec {d}})\\&={\vec {c}}\cdot \det({\vec {a}},{\vec {b}},{\vec {d}})-{\vec {d}}\cdot \det({\vec {a}},{\vec {b}},{\vec {c}})\end{aligned}}}
Sonderfälle:
{\displaystyle ({\vec {a}}\times {\vec {b}})\times ({\vec {b}}\times {\vec {c}})={\vec {b}}\cdot \det({\vec {a}},{\vec {b}},{\vec {c}})}
{\displaystyle ({\vec {a}}\times {\vec {b}})\times ({\vec {a}}\times {\vec {c}})={\vec {a}}\cdot \det({\vec {a}},{\vec {b}},{\vec {c}})}

## Kreuzproduktmatrix
Das Kreuzprodukt definiert für einen festen Vektor {\displaystyle {\vec {w}}} eine lineare Abbildung, die einen Vektor {\displaystyle {\vec {v}}} auf den Vektor {\displaystyle {\vec {w}}\times {\vec {v}}} abbildet. Diese kann mit einem schiefsymmetrischen Tensor zweiter Stufe identifiziert werden. Bei Verwendung der Standardbasis {\displaystyle \lbrace {\vec {e}}_{1},{\vec {e}}_{2},{\vec {e}}_{3}\rbrace } entspricht die lineare Abbildung einer Matrixoperation. Die schiefsymmetrische Matrix
{\displaystyle {W}=\sum _{i=1}^{3}({\vec {w}}\times {\vec {e}}_{i})\otimes {\vec {e}}_{i}=\left({\begin{array}{ccc}0&-w_{3}&w_{2}\\w_{3}&0&-w_{1}\\-w_{2}&w_{1}&0\end{array}}\right)}    mit    {\displaystyle \displaystyle {\vec {w}}=\sum _{i=1}^{3}w_{i}{\vec {e}}_{i}=\left({\begin{array}{c}w_{1}\\w_{2}\\w_{3}\end{array}}\right)}
leistet das Gleiche wie das Kreuzprodukt mit {\displaystyle {\vec {w}}}, d. h. {\displaystyle {W}{\vec {v}}={\vec {w}}\times {\vec {v}}}:
{\displaystyle \left({\begin{array}{ccc}0&-w_{3}&w_{2}\\w_{3}&0&-w_{1}\\-w_{2}&w_{1}&0\end{array}}\right)\left({\begin{array}{c}v_{1}\\v_{2}\\v_{3}\end{array}}\right)=\left({\begin{array}{c}-w_{3}v_{2}+w_{2}v_{3}\\w_{3}v_{1}-w_{1}v_{3}\\-w_{2}v_{1}+w_{1}v_{2}\end{array}}\right)=\left({\begin{array}{c}w_{1}\\w_{2}\\w_{3}\end{array}}\right)\times \left({\begin{array}{c}v_{1}\\v_{2}\\v_{3}\end{array}}\right)}.
Die Matrix {\displaystyle W} heißt Kreuzproduktmatrix. Sie wird auch mit {\displaystyle [{\vec {w}}]_{\times }} bezeichnet. In Indexnotation gilt
{\displaystyle W_{ij}=-\sum _{k=1}^{3}\varepsilon _{ijk}w_{k}}
mit
{\displaystyle \sum _{j=1}^{3}W_{ij}v_{j}=({\vec {w}}\times {\vec {v}})_{i}}.
Bei gegebener schiefsymmetrischer Matrix {\displaystyle {W}} gilt
{\displaystyle {W}=\sum _{i=1}^{3}\sum _{j=1}^{3}W_{ij}{\vec {e}}_{i}\otimes {\vec {e}}_{j}=-W^{T}},
wobei {\displaystyle {W}^{T}} die Transponierte von {\displaystyle {W}} ist, und man erhält den zugehörigen Vektor aus
{\displaystyle {\vec {w}}=-{\frac {1}{2}}\sum _{i=1}^{3}\sum _{j=1}^{3}W_{ij}{\vec {e}}_{i}\times {\vec {e}}_{j}}.
Hat {\displaystyle {\vec {w}}} die Gestalt {\displaystyle {\vec {w}}={\vec {b}}\times {\vec {a}}}, so gilt für die zugehörige Kreuzproduktmatrix:
{\displaystyle {W}=[{\vec {w}}]_{\times }={\vec {a}}\otimes {\vec {b}}-{\vec {b}}\otimes {\vec {a}}} und {\displaystyle W_{ij}=a_{i}b_{j}-b_{i}a_{j}} für alle {\displaystyle i,j}.
Hierbei bezeichnet „{\displaystyle \otimes }“ das dyadische Produkt.

## Polare und axiale Vektoren
Bei der Anwendung des Kreuzprodukts auf vektorielle physikalische Größen spielt die Unterscheidung in polare oder Schubvektoren (das sind solche, die sich wie Differenzen zweier Ortsvektoren verhalten, zum Beispiel Geschwindigkeit, Beschleunigung, Kraft, elektrische Feldstärke) einerseits und axiale oder Drehvektoren, auch Pseudovektoren genannt, andererseits (das sind solche, die sich wie Drehachsen verhalten, zum Beispiel Winkelgeschwindigkeit, Drehmoment, Drehimpuls, magnetische Flussdichte) eine wichtige Rolle.
Polaren oder Schubvektoren ordnet man dabei die Signatur (oder Parität) +1 zu, axialen oder Drehvektoren die Signatur −1. Bei der vektoriellen Multiplikation zweier Vektoren schließlich multiplizieren sich diese Signaturen: zwei Vektoren mit gleicher Signatur liefern ein axiales, zwei mit verschiedener Signatur ein polares Vektorprodukt. Operationell ausgedrückt: Ein Vektor überträgt seine Signatur auf das Kreuzprodukt mit einem anderen Vektor, wenn dieser axial ist; ist der andere Vektor dagegen polar, bekommt das Kreuzprodukt die entgegengesetzte Signatur.

## Vom Kreuzprodukt abgeleitete Operationen

### Spatprodukt
Die Kombination von Kreuz- und Skalarprodukt in der Form
{\displaystyle ({\vec {a}}\times {\vec {b}})\cdot {\vec {c}}}
wird als Spatprodukt bezeichnet. Das Ergebnis ist eine Zahl, die dem orientierten Volumen des durch die drei Vektoren aufgespannten Spats (Parallelepipeds) entspricht. Das Spatprodukt lässt sich auch als Determinante der benannten drei Vektoren darstellen
{\displaystyle V=({\vec {a}}\times {\vec {b}})\cdot {\vec {c}}=\det \left({\vec {a}},{\vec {b}},{\vec {c}}\right).}

### Rotation
In der Vektoranalysis wird das Kreuzprodukt zusammen mit dem Nabla-Operator {\displaystyle \nabla } verwendet, um den Differentialoperator „Rotation“ zu bezeichnen.
Ist {\displaystyle {\vec {V}}} ein Vektorfeld im {\displaystyle \mathbb {R} ^{3}}, so ist
{\displaystyle \operatorname {rot} {\vec {V}}=\nabla \times {\vec {V}}={\begin{pmatrix}{\frac {\partial }{\partial x_{1}}}\\[.5em]{\frac {\partial }{\partial x_{2}}}\\[.5em]{\frac {\partial }{\partial x_{3}}}\end{pmatrix}}\times {\begin{pmatrix}V_{1}\\[.5em]V_{2}\\[.5em]V_{3}\end{pmatrix}}={\begin{pmatrix}{\frac {\partial }{\partial x_{2}}}V_{3}-{\frac {\partial }{\partial x_{3}}}V_{2}\\[.5em]{\frac {\partial }{\partial x_{3}}}V_{1}-{\frac {\partial }{\partial x_{1}}}V_{3}\\[.5em]{\frac {\partial }{\partial x_{1}}}V_{2}-{\frac {\partial }{\partial x_{2}}}V_{1}\end{pmatrix}}={\begin{pmatrix}{\frac {\partial V_{3}}{\partial x_{2}}}-{\frac {\partial V_{2}}{\partial x_{3}}}\\[.5em]{\frac {\partial V_{1}}{\partial x_{3}}}-{\frac {\partial V_{3}}{\partial x_{1}}}\\[.5em]{\frac {\partial V_{2}}{\partial x_{1}}}-{\frac {\partial V_{1}}{\partial x_{2}}}\end{pmatrix}}}
wieder ein Vektorfeld, die Rotation von {\displaystyle {\vec {V}}}.
Formal wird dieses Vektorfeld also als Kreuzprodukt des Nabla-Operators und des Vektorfelds {\displaystyle {\vec {V}}} berechnet.
Die hierbei auftretenden Ausdrücke {\displaystyle {\tfrac {\partial }{\partial x_{i}}}V_{j}} sind jedoch keine Produkte, sondern Anwendungen des Differentialoperators {\displaystyle {\tfrac {\partial }{\partial x_{i}}}} auf die Funktion {\displaystyle V_{j}}. Deshalb sind die oben angeführten Rechenregeln wie z. B. die Graßmann-Identität in diesem Fall nicht gültig. Stattdessen gelten für doppelte Kreuzprodukte mit dem Nabla-Operator besondere Rechenregeln.

## Kreuzprodukt im n-dimensionalen Raum
Das Kreuzprodukt lässt sich für beliebige Dimension {\displaystyle n\geq 2} auf den {\displaystyle n}-dimensionalen Raum {\displaystyle \mathbb {R} ^{n}} verallgemeinern. Dabei ist das Kreuzprodukt im {\displaystyle \mathbb {R} ^{n}} kein Produkt von zwei Faktoren, sondern von {\displaystyle n-1} Faktoren.
Das Kreuzprodukt {\displaystyle {\vec {a}}_{1}\times {\vec {a}}_{2}\times \cdots \times {\vec {a}}_{n-1}} der Vektoren {\displaystyle {\vec {a}}_{1},\dots ,{\vec {a}}_{n-1}\in \mathbb {R} ^{n}} ist dadurch charakterisiert, dass für jeden Vektor {\displaystyle {\vec {v}}\in \mathbb {R} ^{n}} gilt
{\displaystyle {\vec {v}}\cdot ({\vec {a}}_{1}\times {\vec {a}}_{2}\times \cdots \times {\vec {a}}_{n-1})=\operatorname {det} ({\vec {v}},{\vec {a}}_{1},\dots ,{\vec {a}}_{n-1}).}
In Koordinaten lässt sich das Kreuzprodukt im {\displaystyle \mathbb {R} ^{n}} wie folgt berechnen.
Es sei {\displaystyle {\vec {e}}_{i}} der zugehörige {\displaystyle i}-te kanonische Einheitsvektor. Für {\displaystyle n-1} Vektoren
{\displaystyle {\vec {a}}_{1}={\begin{pmatrix}a_{11}\\a_{21}\\\vdots \\a_{n1}\end{pmatrix}},\ {\vec {a}}_{2}={\begin{pmatrix}a_{12}\\a_{22}\\\vdots \\a_{n2}\end{pmatrix}},\ \dots ,\ {\vec {a}}_{n-1}={\begin{pmatrix}a_{1\,(n-1)}\\a_{2\,(n-1)}\\\vdots \\a_{n\,(n-1)}\end{pmatrix}}\in \mathbb {R} ^{n}}
gilt
{\displaystyle {\vec {a}}_{1}\times {\vec {a}}_{2}\times \cdots \times {\vec {a}}_{n-1}=\det {\begin{pmatrix}{\vec {e}}_{1}&a_{11}&\cdots &a_{1(n-1)}\\{\vec {e}}_{2}&a_{21}&\cdots &a_{2(n-1)}\\\vdots &\vdots &\ddots &\vdots \\{\vec {e}}_{n}&a_{n1}&\dots &a_{n(n-1)}\end{pmatrix}},}
analog zu der oben erwähnten Berechnung mit Hilfe einer Determinante.
Der Vektor {\displaystyle {\vec {a}}_{1}\times {\vec {a}}_{2}\times \cdots \times {\vec {a}}_{n-1}} ist orthogonal zu
{\displaystyle {\vec {a}}_{1},{\vec {a}}_{2},\dotsc ,{\vec {a}}_{n-1}}. Die Orientierung ist so, dass die Vektoren
{\displaystyle {\vec {a}}_{1}\times {\vec {a}}_{2}\times \cdots \times {\vec {a}}_{n-1},{\vec {a}}_{1},{\vec {a}}_{2},\dotsc ,{\vec {a}}_{n-1}} in dieser Reihenfolge ein Rechtssystem bilden.
Der Betrag von {\displaystyle {\vec {a}}_{1}\times {\vec {a}}_{2}\times \cdots \times {\vec {a}}_{n-1}} ist gleich dem {\displaystyle (n-1)}-dimensionalen Volumen des von {\displaystyle {\vec {a}}_{1},{\vec {a}}_{2},\dotsc ,{\vec {a}}_{n-1}} aufgespannten Parallelotops.
Für {\displaystyle n=2} erhält man dabei kein Produkt, sondern nur eine lineare Abbildung
{\displaystyle \mathbb {R} ^{2}\to \mathbb {R} ^{2};\ {\begin{pmatrix}a_{1}\\a_{2}\end{pmatrix}}\mapsto {\begin{pmatrix}a_{2}\\-a_{1}\end{pmatrix}}},
die Rotation um 90° im Uhrzeigersinn.
Hieran ist auch zu erkennen, dass die Komponentenvektoren des Kreuzprodukts inklusive des Ergebnisvektors in dieser Reihenfolge – anders als aus dem {\displaystyle \mathbb {R} ^{3}} gewohnt – im Allgemeinen kein Rechtssystem bilden; diese entstehen nur in reellen Vektorräumen mit ungeradem {\displaystyle n}, bei geraden {\displaystyle n} bildet der Ergebnisvektor mit den Komponentenvektoren ein Linkssystem. Dies liegt wiederum daran, dass die Basis {\displaystyle ({\vec {a}}_{1},{\vec {a}}_{2},\dotsc ,{\vec {a}}_{n-1},{\vec {a}}_{1}\times {\vec {a}}_{2}\times \dotsb \times {\vec {a}}_{n-1})} in Räumen geradzahliger Dimension nicht dasselbe ist wie die Basis {\displaystyle ({\vec {a}}_{1}\times {\vec {a}}_{2}\times \dotsb \times {\vec {a}}_{n-1},{\vec {a}}_{1},{\vec {a}}_{2},\dotsc ,{\vec {a}}_{n-1})}, die per Definition (siehe oben) ein Rechtssystem ist. Zwar würde eine kleine Veränderung der Definition dazu führen, dass die Vektoren in der erstgenannten Reihenfolge im {\displaystyle \mathbb {R} ^{n}} stets ein Rechtssystem bilden, nämlich wenn in der symbolischen Determinante die Spalte der Einheitsvektoren ganz nach rechts gesetzt würde, diese Definition hat sich allerdings nicht durchgesetzt.
Eine noch weitergehende Verallgemeinerung führt auf die Graßmann-Algebren. Anwendung finden diese Algebren etwa in Formulierungen der Differentialgeometrie, welche die rigorose Beschreibung der klassischen Mechanik (Symplektische Mannigfaltigkeiten), der Quantengeometrie sowie in allererster Linie der Allgemeinen Relativitätstheorie erlaubt. In der Literatur wird das Kreuzprodukt im höherdimensionalen und ggf. gekrümmten Raum meist indexweise mit Levi-Civita-Symbol ausgeschrieben.

## Kreuzprodukt in komplexwertigen Vektorräumen
Behandelt man Vektoren aus komplexen Vektorräumen, z. B. in {\displaystyle \mathbb {C} ^{3}}, muss das Kreuzprodukt entsprechend angepasst werden. Die konkrete Realisation hängt dabei von der gewählten Definition des komplexen Skalarprodukts ab. Wählt man das Standardskalarprodukt zweier Vektoren {\displaystyle x,y\in \mathbb {C} ^{3}}, bei dem der erste Vektor als komplexe Konjugation eingeht:
{\displaystyle \langle {\vec {x}},{\vec {y}}\rangle :={\overline {x_{1}}}y_{1}+{\overline {x_{2}}}y_{2}+\dotsb +{\overline {x_{n}}}y_{n}=\sum _{i=1}^{n}{\overline {x_{i}}}y_{i}={\vec {x}}^{H}{\vec {y}}},
dann wird das Kreuzprodukt wie im {\displaystyle \mathbb {R} ^{3}} berechnet und das Ergebnis anschließend komplex konjugiert:
{\displaystyle {\vec {x}}\times {\vec {y}}={\begin{pmatrix}x_{1}\\x_{2}\\x_{3}\end{pmatrix}}\times {\begin{pmatrix}y_{1}\\y_{2}\\y_{3}\end{pmatrix}}={\begin{pmatrix}{\overline {x_{2}y_{3}-x_{3}y_{2}}}\\{\overline {x_{3}y_{1}-x_{1}y_{3}}}\\{\overline {x_{1}y_{2}-x_{2}y_{1}}}\end{pmatrix}}\,.}

## Anwendungen
Das Kreuzprodukt findet Anwendung in vielen Bereichen der Mathematik und Physik, unter anderem bei folgenden Themen:
- Berechnung des Flächeninhalts von Parallelogrammen und Dreiecken im Raum

- Berechnung eines Normalenvektors einer Ebene

- Berechnung des Drehmoments, des Drehimpulses, der Corioliskraft, der Lorentzkraft
- Abstandsformel für windschiefe Geraden